# 綠弄蝶屬
綠弄蝶屬（學名：Choaspes）是弄蝶科豎翅弄蝶亞科中的一個屬。廣泛物種分佈於東洋界和澳新界。包含了8個物種，在中國記錄了4種；台灣2種；香港2種。雄外生殖器的抱器瓣形狀變化大，在物種的鑑定上很重要。

## 形態
成蟲大型，軀體粗壯，呈黑色或褐色。翅膀脈紋黑色，翅面有綠色鱗片，反面多毛。前翅頂角尖，中室與前翅後緣等長，翅面無透明斑；後翅臀角瓣狀突出，呈黃色或橘紅色。觸角長於前翅長二分之一。雄蝶後足脛節有黑色毛形成的毛簇，置於胸部的窩內。

## 寄主
- 清風藤科：清風藤屬、泡花樹屬
- 含羞草科：含羞草屬
- 杜鵑花科：金葉子屬
- 防己科：密花藤屬
- 百合科：菝葜屬

## 物種
- 綠弄蝶 Choaspes benjaminii
- Choaspes estrella
- Choaspes furcatus
- 半黃綠弄蝶 Choaspes hemixanthus
- Choaspes illuensis
- 黑帶綠弄蝶 Choaspes plateni
- 素綠弄蝶 Choaspes subcaudata
- 黃毛綠弄蝶 Choaspes xanthopogon

## 腳註
1. 1 2  Toussaint, E. F., Chiba, H., Yago, M., Dexter, K. M., Warren, A. D., Storer, C., ... & Kawahara, A. Y. (2020). Afrotropics on the wing: phylogenomics and historical biogeography of awl and policeman skippers. Systematic Entomology. （英文）
2. 1 2  袁鋒, 袁向群, 薛國喜. . 中國 北京: 科學出版社. 2015: 117. ISBN 9787030439147. （简体中文）

## 外部連結
- 维基共享资源上的相關多媒體資源：綠弄蝶屬
- 維基物種上的相關：綠弄蝶屬
- Brower, Andrew V. Z. 2008. Choaspes Moore 1881. Version 06 June 2008 (under construction). http://tolweb.org/Choaspes/94261/2008.06.06 （页面存档备份，存于） in The Tree of Life Web Project, http://tolweb.org/ （页面存档备份，存于）
- Choaspes （页面存档备份，存于） - funet.fi （英文）